# Jayhawkers
Jayhawkers es el término aplicado a los guerrilleros del Estado libre de Kansas que se oponían a los forajidos proesclavistas de la frontera en los años anteriores a la Guerra de Secesión de los Estados Unidos. Se enfrentaron a ellos en un conflicto conocido como Bleeding Kansas, que fue un preludio de la guerra civil iniciada el 12 de abril de 1861 y que luego continuó durante esa contienda. Se sumaron durante la guerra a las tropas de la Unión y fueron muy activos en Misuri, que era un estado esclavista. También se les conoce como Botas Rojas.
Líderes notables fueron James Henry Lane, James Montgomery y Doc Jennison. Obtuvieron mala fama por haber cometido atrocidades durante el conflicto, como el saqueo de Osceola (Misuri). Sus enemigos durante la contienda fueron los bushwackers, que estaban con la Confederación y que, al igual que los Jayhawkers, también cometieron atrocidades, como la masacre de Lawrence. Durante la contienda el nombre Jayhawkers era también el sobrenombre del Séptimo de Caballería de Kansas, liderado por el coronel Charles R. Jennison. Hoy día, el término jayhawker se sigue aplicando a las personas de Kansas.

## Cultura popular
- La película El fuera de la ley de 1976, dirigida y protagonizada por Clint Eastwood, trata de un hombre pacífico que se convirtió en un Bushwacker después de que los Jayhawkers masacrasen a su familia y le dejasen por muerto.